# 広津区

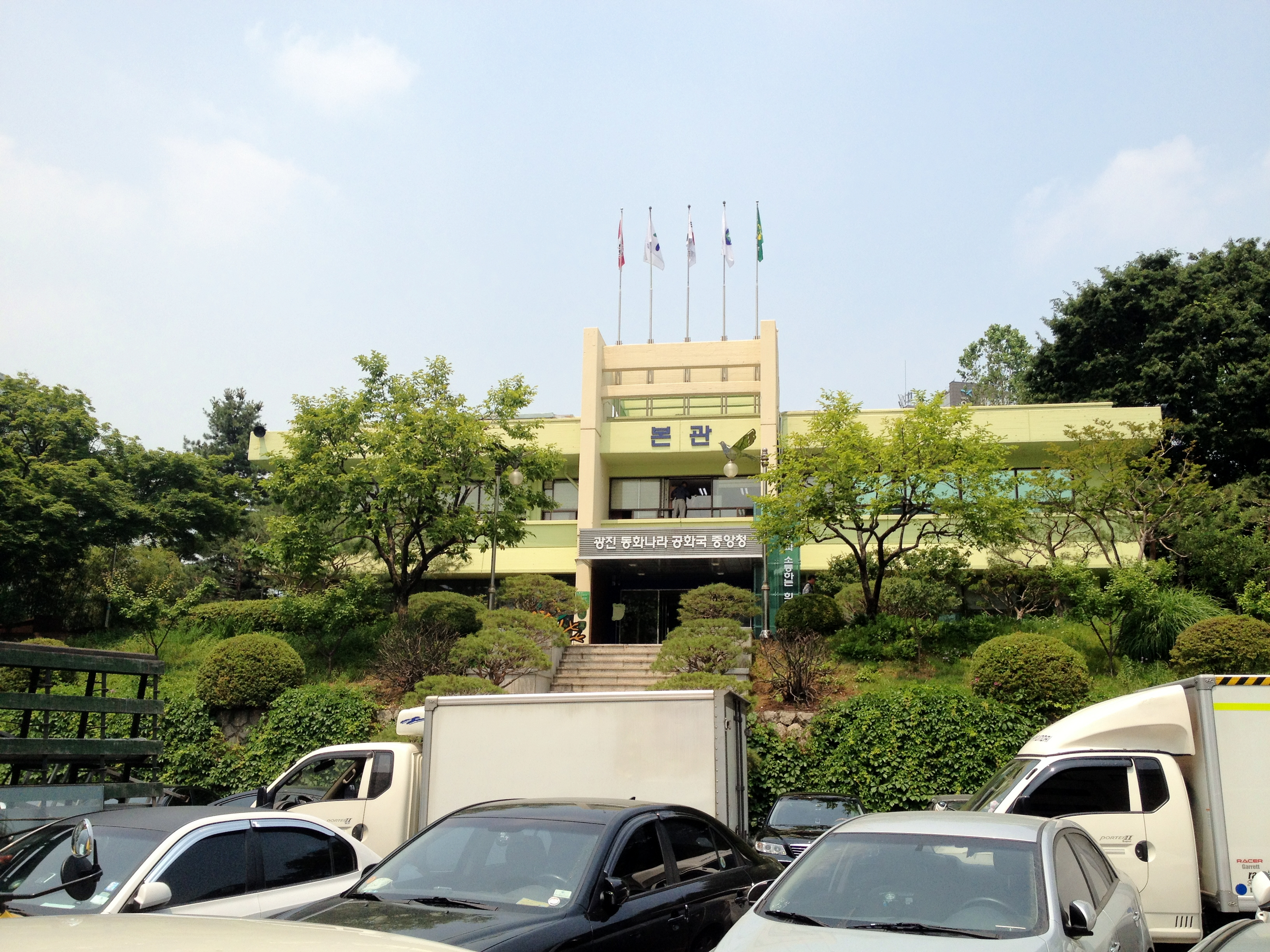
広津区庁（旧：城東区庁）

広津区（クァンジンく）は、大韓民国ソウル特別市東部、漢江北岸にある区。区名の由来は李氏朝鮮時代のクァンナル（광나루、クァン渡し場）の漢訳。

## 歴史
- 1995年3月1日 城東区から中谷洞、陵洞、九宜洞、広壮洞、紫陽洞、華陽洞、毛陳洞、君子洞および聖水洞の一部を分割し、広津区が誕生。区庁はそれまでの城東区庁を使用。

## 行政
区長は1991年より公選制が導入されている（継続在任期間は3期12年までに制限）。現在の区長は金基同（キム・ギドン、民選5-6期）。

### 行政区域

行政区域図

幾度かの洞の統合を経て、現在は15の洞が存在する。
| 行政洞                              | 法定洞 |
| ----------------------------------- | ------ |
| 華陽洞（ファヤンドン）              | 華陽洞 |
| 君子洞（クンジャドン）              | 君子洞 |
| 中谷第1洞（チョンゴクチェイルトン） | 中谷洞 |
| 中谷第2洞（チュンゴクチェイドン）   | 中谷洞 |
| 中谷第3洞（チュンゴクチェサムドン） | 中谷洞 |
| 中谷第4洞（チュンゴクチェサドン）   | 中谷洞 |
| 陵洞（ヌンドン）                    | 陵洞   |
| 広壮洞（クァンジャンドン）          | 広壮洞 |
| 紫陽第1洞（チャヤンジェイルトン）   | 紫陽洞 |
| 紫陽第2洞（チャヤンジェイドン）     | 紫陽洞 |
| 紫陽第3洞（チャヤンジェサムドン）   | 紫陽洞 |
| 紫陽第4洞（チャヤンジェサドン）     | 紫陽洞 |
| 九宜第1洞（クイジェイルトン）       | 九宜洞 |
| 九宜第2洞（クイジェイドン）         | 九宜洞 |
| 九宜第3洞（クイジェサムドン）       | 九宜洞 |

### 警察
- ソウル広津警察署

### 消防
- 広津消防署

## 教育

### 大学
- 建国大学校ソウルキャンパス
- 世宗大学校
- 世宗サイバー大学校（朝鮮語版）
- 長老会神学大学校

### 高等学校
- 建国大学校師範大学附属高等学校
- 広南高等学校
- 広陽高等学校
- 大元高等学校
- 大元女子高等学校
- 大元外国語高等学校
- 東国大学校師範大学附属女子高等学校
- 仙和芸術高等学校
- 紫陽高等学校

### 中学校
城東広津教育支援庁の管轄である。
- 建国大学校師範大学附属中学校
- 広南中学校
- 広陽中学校
- 広壮中学校
- 広津中学校
- 九宜中学校
- 大元国際中学校
- 東国大学校師範大学附属女子中学校
- 新陽中学校
- 楊津中学校
- 竜谷中学校
- 紫陽中学校

### 初等学校
城東広津教育支援庁の管轄である。
- 景福初等学校
- ソウル広南初等学校
- ソウル広壮初等学校
- ソウル広津初等学校
- ソウル九南初等学校
- ソウル九宜初等学校
- ソウル東宜初等学校
- ソウル童子初等学校
- ソウル成自初等学校
- ソウル新陽初等学校
- ソウル新仔初等学校
- ソウル陽南初等学校
- ソウル楊津初等学校
- ソウル竜谷初等学校
- ソウル竜馬初等学校
- ソウル紫陽初等学校
- ソウル長安初等学校
- ソウル中光初等学校
- ソウル中馬初等学校
- ソウル華陽初等学校
- 城東初等学校
- 世宗初等学校

## 交通

### 鉄道
- ソウル交通公社
  - 2号線

建大入口駅 - 九宜駅 - 江辺駅
  - 5号線

君子駅 - 峨嵯山駅 - クァンナル駅
  - 7号線

中谷駅 - 君子駅 - 子供大公園駅 - 建大入口駅 - 紫陽駅

### 道路
- 大路級
  - 千戸大路（チョノデロ）
- 路級
  - 峨嵯山路（アチャサンノ）
  - ウォーカーヒル路（ウォコヒルロ）
  - 江辺駅路（カンビョンニョンノ）
  - 江辺北路（カンビョンブンノ）
  - キンゴラン路（キンゴランノ）
  - 広壮路（クァンジャンノ）
  - クァンナル路（クァンナルロ）
  - 九宜江辺路（クイガンビョンノ）
  - 九宜路（クイロ）
  - 九川面路（クチョンミョンノ）
  - 君子路（クンジャロ）
  - 踏十里路（タプシムニロ）
  - 紫陽路（チャヤンノ）
  - 紫陽繁栄路（チャヤンボニョンノ）
  - トゥクソム路（トゥクソムノ）
  - 東一路（トンイルロ）
  - 陵洞路（ヌンドンノ）
  - 面牧路（ミョンモンノ）
  - 永華寺路（ヨンファサロ）
  - 竜馬山路（ヨンマサンノ）
- 街級
  - 紫陽江辺街（チャヤンガンビョンキル）

## 観光
- ウォーカーヒル（カジノの街）
- テクノマート（電化製品を扱う店が多数入居する複合ビル）

## 姉妹都市
- 麟蹄郡（江原特別自治道）
- 霊光郡（全羅南道）
- 房山区（中華人民共和国北京市）
- エレイリ（トルココンヤ県）
- ハンオル区（モンゴルウランバートル市）